# Ланшантен, Луи Франсуа
Луи Франсуа Ланшантен (фр. Louis François Lanchantin; 1756—1812) — французский военный деятель, бригадный генерал (1805 год), барон (1811 год), участник революционных и наполеоновских войн.

## Биография
Родился в семье клерка Поля Ланшантена (фр. Paul Louis Lanchantin) и его супруги Анны Пави (фр. Anne Catherine Pavie; —1760). 17 мая 1796 года женился в Мортене на Марии Далле (фр. Marie Félicité Perrine Dallet; 1761—), в браке с которой у него родились три дочери.
Ланшантен поступил на службу 5 ноября 1773 года в королевский полк Комтуа. 21 апреля 1777 года стал капралом. В 1779 года был назначен в состав экспедиции в Сен-Мало. 17 апреля 1785 года был произведён в сержанты. 1 июня 1786 года стал сержантом-фурьером. 5 ноября 1789 года уволен в отставку.
22 февраля 1792 года вступил в Национальную жандармерию департамента Мен и Луара, с резиденцией в Шатонёф-сюр-Сарте. Принимал участие в первых кампаниях с 1792 по 1795 год в рядах Рейнской армии. Стал бригадиром 21 ноября 1793 года и бригадиром-фурьером 21 марта 1794 года. Он был назначен лейтенантом 9 декабря 1795 года и капитаном 8 января 1796 года в свободной роте Алансона. Сражался в Западной и Рейнско-Мозельской армиях. Отличившись, он был произведён генералом Гошем 14 сентября 1796 года в командиры батальона во 2-м свободном легионе франков. 22 октября 1796 года его батальон влился в состав 46-й полубригады линейной пехоты.
Он командовал 200 мужчинами, которые 19 и 20 мая 1798 года в битве при Дюнах близ Остенде взяли в плен двести высадившихся английских солдат и отняли у них пять орудий и две гаубицы. 24 и 25 марта 1799 года он участвовал в боях у Штокаха, а 7 октября 1799 года, сражаясь с русскими во главе своего батальона в Шлатте, недалеко от Шаффхаузена, и получил пулю в правую руку. Он также участвовал в битвах при Энгене 3 мая 1800 года, при Мескирхе 4 и 5 мая и при Хёхштедте 19 июня.
Он был произведён в полковники генералом Моро 9 июля 1800 года, и возглавил 46-ю полубригаду. Вновь отличился в битве при Гогенлиндене 3 декабря 1800 года. Вернувшись во Францию после подписания Люневильского мирного договора, 15 июля 1803 года получил почётную саблю. 29 августа 1803 года его полубригада стала частью 2-й пехотной дивизии Вандама в лагере Сент-Омер.
1 февраля 1805 года был произведён в бригадные генералы, и 2 марта отправлен в Италию. 11 сентября 1805 года возглавил 2-ю бригаду (29-й и 101-й полки линейной пехоты) 1-й пехотной дивизии Гарданна в данной армии. Участвовал в кампаниях 1805 и 1806 годов в Италии и Неаполе. В 1806 году он принял участие в осаде Гаэты и последовательно командовал гарнизоном Неаполя, островами Искья и Прочида, всем правым берегом и гарнизоном Гаэты.
24 июня 1810 года он был прикомандирован к южно-итальянскому наблюдательному корпусу под командованием генерала Гренье и возглавил 2-ю пехотную бригаду. 24 марта 1812 года вернулся в Милан из-за болезни. 12 мая 1812 года получил развешение вернуться во Францию. 1 июня 1812 года стал командующим департамента Липпе в 25-м военном округе.
Участвовал в Русской кампании 1812 года. 2 июля был зачислен в штаб Великой Армии. С 17 сентября служил в 3-м корпуса маршала Нея, заменив погибшего генерала Мариона в должности командира 2-й бригады 10-й пехотной дивизии генерала Ледрю дез Эссара. 16 ноября 1812 года в сражении при Красном был исколот штыками в рукопашной схватке с солдатами Павловского гренадерского полка, захвачен в плен, доставлен к командиру 3-го пехотного корпуса генерал-лейтенанту графу Строганову и умер на следующий день в возрасте 56 лет.

## Воинские звания
- Солдат (5 ноября 1773 года);
- Капрал (21 апреля 1777 года);
- Сержант (17 апреля 1785 года);
- Сержант-фурьер (1 июня 1786 года года);
- Бригадир (21 ноября 1793 года);
- Бригадир-фурьер (21 марта 1794 года);
- Лейтенант (9 декабря 1795 года);
- Капитан (8 января 1796 года);
- Командир батальона (14 сентября 1796 года);
- Полковник (9 июля 1800 года, утверждён 9 августа 1800 года);
- Бригадный генерал (1 февраля 1805 года).

## Титулы
- Барон Ланшантен и Империи (фр. baron Lanchantin et de l'Empire; декрет от 30 июня 1811 года, патент подтверждён 22 ноября 1811 года в Сен-Клу)[2][3].

## Награды
Легионер ордена Почётного легиона (11 декабря 1803 года)
 Командор ордена Почётного легиона (14 июня 1804 года)
 Командор королевского ордена Обеих Сицилий (19 мая 1808 года)